# Azymut

Mierzenie azymutu

Azymut (ar. as-sumūt, as-simūt(lm), od samt – prosta droga, kierunek, cel) – kąt zawarty między północną częścią południka odniesienia a danym kierunkiem poziomym. Wartość azymutu liczy się zgodnie z ruchem wskazówek zegara i wyraża w mierze kątowej, najczęściej w stopniach. Azymut może służyć do orientacji w terenie i do orientowania pomiarów geodezyjnych.
W zależności od przyjętego południka odniesienia wyróżnia się:
- azymut magnetyczny
- azymut geograficzny
- azymut kartograficzny
- azymut topograficzny

Różnicę między azymutem geograficznym a azymutem magnetycznym (czyli azymut geograficzny kierunku północy magnetycznej) nazywa się deklinacją magnetyczną albo zboczeniem magnetycznym. Różnica między azymutem geograficznym a azymutem kartograficznym to zbieżność południków.